# Øravík
Øravík (dánul: Ørdevig) település Feröer Suðuroy nevű szigetén. Közigazgatásilag  Tvøroyri községhez tartozik.

## Földrajz

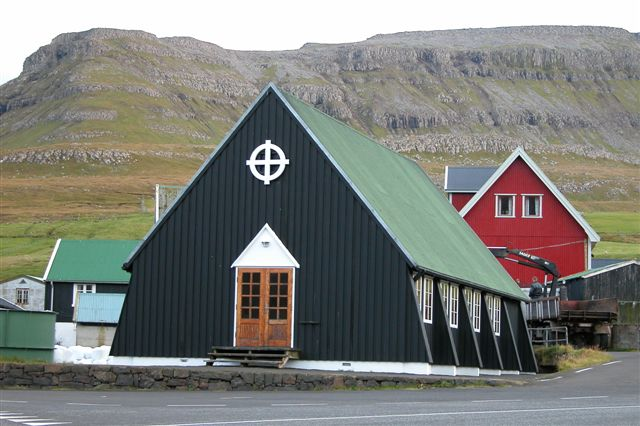
Øravík temploma

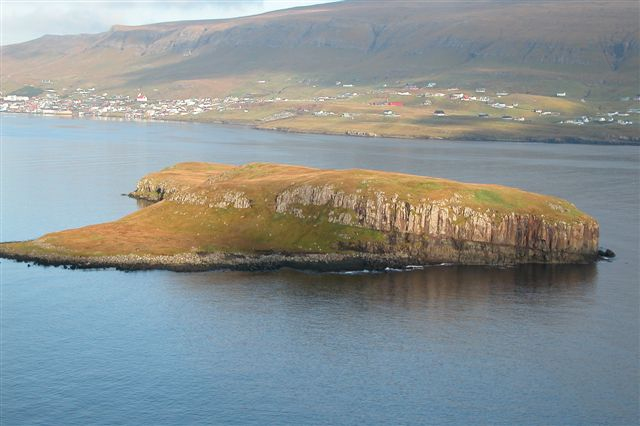
A Tjaldavíkshólmur

A falu Suðuroy keleti partján, a Trongisvágsfjørður déli oldalán található, egy szép patakvölgyben. A köves strand mellett található a kikötő a csónakházakkal. A falu közepén álló fekete épület egy apró templom. A településen egy kis szálloda (a Hotel Øravík) is található étteremmel. Øravíktől délkeletre található a Tjaldavík nevű öböl, amelyet a Tjaldavíkshólmur választ el a nyílt tengertől. A sziget már a szomszédos Hovhoz tartozik.

## Történelem
Első írásos említése az 1350-1400 között írt Kutyalevélben található. A falu fölötti hegyekben, mintegy két kilométerre nyugatra egy ting-hely volt a régi időkben, amelyet „Uppi millum stovur”-nak hívtak. Itt volt Suðuroy törvénykező gyűlése, amit központi fekvésének köszönhet.

## Népesség
| Év              | Lakosság |
| --------------- | -------- |
| 1986. január 1. | 50       |
| 1991. január 1. | 44       |
| 1996. január 1. | 41       |
| 2001. január 1. | 37       |
| 2006. január 1. | 39       |

## Közlekedés
A településről közúton dél felé Hov, Vágur és Sumba, észak felé Tvøroyri, nyugat felé pedig Fámjin irányába van összeköttetés. Déli irányban, Hov felé a régi hegyi utat 2007-ben egy 2435 mm hosszú alagúttal, a Hovstunnilinnel váltották ki.
Az észak-déli útvonalon közlekedik a 700-as busz, Fámjin felé pedig a 701-es járat közlekedik, amelynek északi végállomása Sandvík. Øravík és Tvøroyri között a két járat közös útvonalon halad.

### Külső hivatkozások
- faroeislands.dk – fényképek és leírás (angol)
- Flickr - fényképek (angol)
- Panorámakép az út mellől[halott link] (dán)
- Øravík[halott link], faroestamps.fo (angol, német, francia, dán, feröeri)
- Øravík, fallingrain.com (angol)